# عبده برناوی
عبده برناوی (انگلیسی: Abdoh Baker Bernaoy؛ زادهٔ ۱۷ فوریهٔ ۱۹۸۴) یک بازیکن فوتبال اهل عربستان سعودی است.
از باشگاه‌هایی که در آن بازی کرده‌است می‌توان به باشگاه فوتبال النصر عربستان سعودی، باشگاه فوتبال الفیصلی عربستان سعودی، باشگاه فوتبال الفتح عربستان سعودی، و تیم ملی فوتبال عربستان سعودی اشاره کرد.
وی همچنین در تیم ملی فوتبال عربستان سعودی بازی کرده است.